# Mirror Image
Mirror Image – siódmy album studyjny zespołu Blood, Sweat & Tears, wydany 1974 roku w Stanach Zjednoczonych i Wielkiej Brytanii nakładem Columbia Records jako LP.

## Album

### Lista utworów
Lista i informacje według Discogs:
Side 1
| 1. | Tell Me That I'm Wrong (P. Cosby) Arr. Henry Cosby / Dave Vanderpitte      | 2:27  |
|    |                                                                            |       |
| 2. | Look Up To The Sky (LaCroix/Klatka) Arr. Anthony J. Klatka                 | 4:39  |
|    |                                                                            |       |
| 3. | Love Looks Good On You (You're Candy Sweet) (Cosby/Brown) Arr. Henry Cosby | 3:19  |
|    |                                                                            |       |
| 4. | Hold On To Me (Bargeron) Arr. David Bargeron                               | 4:10  |
|    |                                                                            |       |
| 5. | Thinking Of You (LaCroix/Klatka) Arr. Anthony J. Klatka                    | 4:25  |
|    |                                                                            |       |
|    |                                                                            | 19:00 |
|    |                                                                            |       |
Side 2
| 1. | Are You Satisfied (Wadenius, LaCroix, Fischer, Bargeron) Arr. Larry Willis                     | 4:00  |
|    |                                                                                                |       |
| 2. | Mirror Image                                                                                   |       |
|    |                                                                                                |       |
| a. | Movement I – Maglomania (L. Willis) Arr. Larry Willis                                          | 2:35  |
|    |                                                                                                |       |
| b. | Movement II – Mirror Image (R. McLure) Arr. Larry Willis                                       | 3:10  |
|    |                                                                                                |       |
| c. | Movement III – South Mountain Shuffle (Inspiration From Chick) (Klatka) Arr. Anthony J. Klatka | 3:08  |
|    |                                                                                                |       |
| d. | Movement IV – Rock Reprise (Wadenius, LaCroix, Fischer, Bargeron) Arr. Larry Willis            | 2:21  |
|    |                                                                                                |       |
| 3. | She's Coming Home (Fischer, Wadenius) Arr. Georg Wadenius, Dave Vanderpitte                    | 3:10  |
|    |                                                                                                |       |
|    |                                                                                                | 18:24 |
|    |                                                                                                |       |

### Muzycy

#### Zespół
- Bobby Colomby – perkusja, instrumenty perkusyjne
- Jerry LaCroix – saksofon tenorowy
- Dave Bargeron – puzon, tuba
- Larry Willis – fortepian, fortepian elektryczny, syntezator, organy
- Georg Wadenius – gitara, śpiew („She's Coming Home”)
- Anthony J. Klatka – trąbka, trąbka piccolo, skrzydłówka
- William Tillman – saksofon altowy, saksofon tenorowy, saksofon barytonowy, flet
- Ron McClure – gitara basowa, akustyczna gitara basowa

#### Muzycy dodatkowi
- Dom Um Romao, Ralph McDonald, Warren Smith – instrumenty perkusyjne
- Robert Mason – syntezator
- Arnold Lawrence – saksofon altowy („She's Coming Home”), saksofon sopranowy („Thinking Of You”)
- Earl Brown – smyczki
- Jerry Fischer – śpiew (1-1, 1-2, 1-4, 2-1)
- Jerry LaCroix (1-2, 1-3, 1-5,2-1, 2-2 IV)

### Produkcja
- Henry Cosby

## Odbiór

### Opinie krytyków
| Oceny łączne                       | Oceny łączne |
| Publikacja                         | Ocena        |
| ---------------------------------- | ------------ |
| Album of the Year                  | 20/100       |
| Recenzje                           |              |
| Publikacja                         | Ocena        |
| AllMusic                           | [ 3 ]        |
| Prog Archives                      | 2.29/5.0     |
| The New Rolling Stone Record Guide | [ 5 ]        |

Ross Boissoneau z magazynu AllMusic nie ma wątpliwości, że Mirror Image  „jest najbardziej nietypowym albumem Blood, Sweat & Tears w historii”. Zarazem album ten jest, według niego „nierówny, choć nadal ma swoje momenty, w tym: Tell Me That I'm Wrong, Are You Satisfied i  końcowy She's Comin' Home”.

### Listy tygodniowe
| Kraj              | Lista         | Pozycja |
| ----------------- | ------------- | ------- |
| Stany Zjednoczone | Billboard 200 | 149     |